# Via degli Artisti

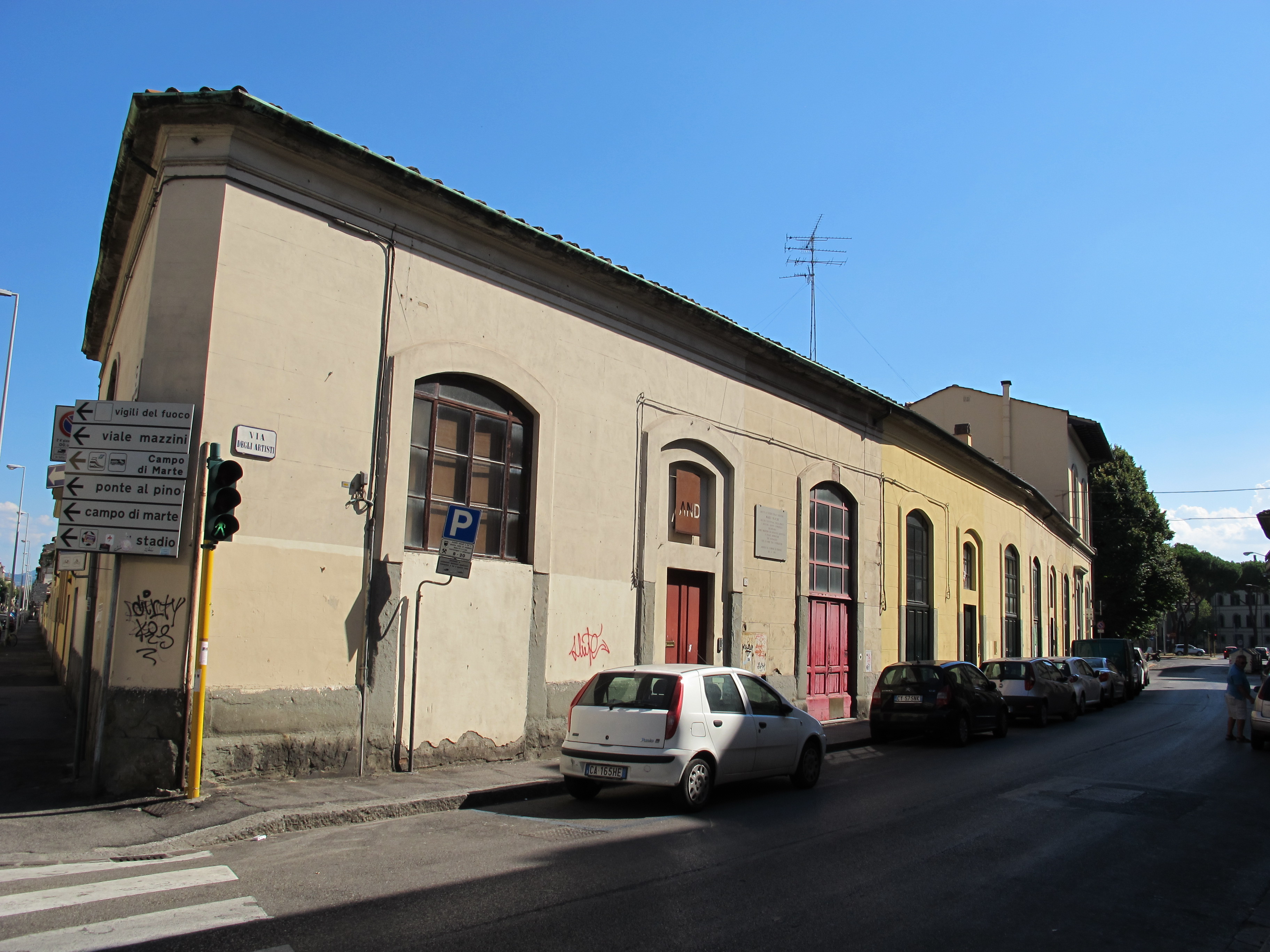
Case per artisti

Via degli Artisti è una strada di Firenze, che va dal piazzale Donatello a piazza Vasari.

## Storia
Lo sviluppo urbano di questa zona di Firenze, immediatamente fuori dal centro, risale al periodo di Firenze Capitale (1865-1871) e dei piani di sviluppo di Giuseppe Poggi, che demolì le mura e creò gli ampi viali alla parigina. Sorsero palazzine, ville e villini per l'alta borghesia dell'epoca, spesso in stile eclettico o Liberty. In via degli Artisti, come ricorda lo stesso nome, e nel vicino piazzale Donatello si installò in particolare una nutrita e vivace colonia di pittori, scultori, ceramografi, ecc., che risiedevano in edifici ancora esistenti, riconoscibili per le finestrature particolarmente ampie, adatte a far entrare abbondante luce solare necessaria alla pratica del mestiere artistico. Molti di loro si costituirono in seguito nel cosiddetto Gruppo Donatello. La loro presenza è testimoniata da alcune lapidi commemorative lungo la via e nei dintorni.

## Descrizione
Lungo la strada si trova l'ingresso dell'antico cimitero della Misericordia che, come il vicino Cimitero degli inglesi, fu costruito in questa zona quando era appena fuori dalle mura, fin dal 1747. Pressoché saturatosi nel corso dell'Ottocento, è oggi un cimitero per lo più storico, con le nuove inumazioni delegate in massima parte al cimitero di Soffiano, sempre dell'arciconfraternita della Misericordia.
Tengono viva la tradizione artistica della zona la sede del Gruppo Donatello, che organizza spesso mostre dei suoi com ponenti, e il Museo Amalia Ciardi Dupré, galleria-laboratorio della scultrice.

### Lapidi
Al numero 16r/18 si trova una memoria di Mario Moschi:
| QUI FU LO STUDIO DELLO SCULTORE MARIO MOSCHI CHE NEL VENTENNALE DELLA MORTE I SOCI DEL GRUPPO DONATELLO RICORDANO LORO MAESTRO DI OPEROSITÀ ARTISTICA E VITALE ANIMATORE DEL SODALIZIO CHE LO EBBE TRA I FONDATORI AUSPICE IL COMUNE DI FIRENZE 26. 5. 1991 |

Altre lapidi si trovano nelle vicine piazza Conti e via Marsilio Ficino.

## Tabernacoli

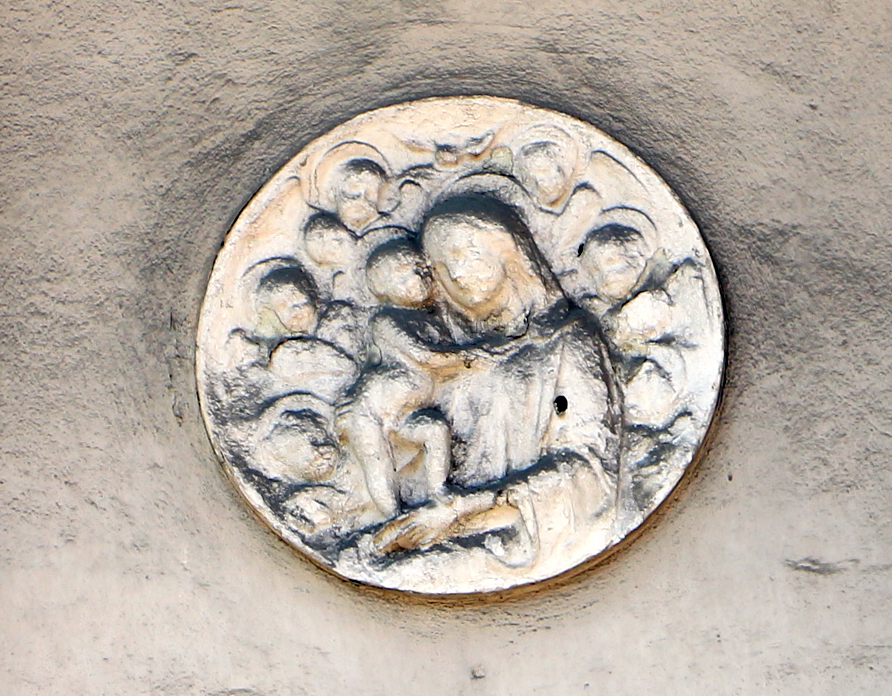
Madonna col Bambino

Al n. 5 è appeso un tondo con la Madonna col Bambino, in stile neoquattrocentesco.